# Mecynognathus damelii
Mecynognathus damelii is een keversoort uit de familie van de loopkevers (Carabidae). De wetenschappelijke naam van de soort werd in 1873 gepubliceerd door William John Macleay.